# Axion tripustulatum
Axion tripustulatum – gatunek chrząszcza z rodziny biedronkowatych i podrodziny Coccinellinae. Zamieszkuje środkową i wschodnią część Stanów Zjednoczonych.

## Taksonomia
Gatunek ten opisany został po raz pierwszy w 1775 roku przez Charelsa De Geera pod nazwą Coccinella 3-pustulata. Jako miejsce typowe wskazano Pensylwanię. W 1850 roku został przez Étienne’a Mulsanta wyznaczony gatunkiem typowym nowego podrodzaju Exochomus (Axion). Do rangi odrębnego rodzaju wyniósł ów podrodzaj w 1874 roku George Robert Crotch. W 1911 roku Frederick William Nunenmacher opisał z Lincoln Park Beach w Chicago Axion incompletus, który to zsynonimizowany został z omawianym gatunkiem w 1985 roku przez Roberta Gordona.

## Morfologia
Chrząszcz o ciele niemal okrągłym w zarysie, słabo wydłużonym, wyraźnie wysklepionym, długości od 5 do 7 mm i szerokości od 4 do 6,25 mm. Wierzch ciała jest nieowłosiony, gładki. Ubarwienie jest czarne z wąsko rozjaśnionymi kątami przednio-bocznymi przedplecza i dość stałym, czerwonym lub żółtym wzorem na pokrywach, na który składa się para wydłużonych kropek podbarkowych i niewielka, podłużna plamka na szwie położona za środkiem ich długości, przy czym ta ostatnia czasami zanika. Czułki buduje dziesięć członów, z których trzy ostatnie formują buławkę. Głaszczki szczękowe mają człon ostatni silnie siekierowaty, o ukośnej krawędzi wierzchołkowej. Przedplecze ma nieobrzeżoną podstawę. Charakterystyczną cechą gatunku są brzegi pokryw wyraźnie zgrubiałe w formę listewki krawędziowej. Podgięcia pokryw mają małe dołki, w które w pozycji spoczynkowej wchodzą wierzchołki ud. Stopy mają pazurki z czworokątnym, płytkowatym zębem nasadowym. Samica ma pięć, a samiec sześć widocznych sternitów odwłoka (wentrytów); pierwszy z nich u obu płci ma niekompletne linie udowe. Samica ma Y-kształtne infundibulum.

## Rozprzestrzenienie
Owad nearktyczny, występujący we wschodnich i środkowych Stanach Zjednoczonych, obejmujący zasięgiem wschodnie Kolorado, Nebraskę, Kansas, Oklahomę, północno-wschodni Teksas, Iowę, Missouri, Arkansas, Luizjanę, Illinois, Indianę, Ohio, Kentucky, Tennessee, Missisipi, Alabamę, Nowy Jork, Pensylwanię, New Jersey, Delaware, Maryland, Dystrykt Kolumbii, Wirginię Zachodnią, Wirginię, Karolinę Północną, Karolinę Południową, Georgię i Florydę.